# Richard Montgomery (Schiff)
Die Richard Montgomery war ein US-amerikanischer Liberty-Frachter, dessen Wrack seit seiner Strandung im Jahr 1944 vor Sheerness in der Themsemündung liegt.

## Geschichte
Das nach Richard Montgomery benannte Schiff wurde 1943 von der St. Johns River Shipbuilding Company in Jacksonville (Florida) gebaut und am 29. Juli in Dienst gestellt.
1944 transportierte das Schiff als Teil des Geleitzuges HX-301 etwa 7000 Tonnen Munition über den Atlantik. Am 20. August 1944 ging das Schiff in der Themsemündung vor Anker, um sich danach einem Konvoi in Richtung Cherbourg (Frankreich) anzuschließen. Während der Wartezeit konnte der Anker das Schiff nicht auf Position halten und die Richard Montgomery trieb auf eine Untiefe vor Sheerness.
In den darauf folgenden Tagen wurde bei Bergungsoperationen ein Teil der Ladung geborgen. Da das Schiff auseinanderbrach und die Laderäume mit Wasser vollliefen, konnte die restliche Ladung nicht mehr geborgen werden. Diese immer noch im Wrack befindliche Munition enthält etwa 1400 Tonnen des Sprengstoffs TNT, darunter sind u. a.:
- 0.286 Stück 910-kg-Bomben (144 t),
- 4.082 Stück 450-kg-Bomben verschiedener Typen (750 t),
- 3.332 Stück 230-kg-Bomben (305 t),
- 1.500 Stück 115-kg-Bomben (84 t),
- 18 t Streu- und Splitterbomben,
- 31 t Verstärkerladungen,
- 65 t Rauch- und Phosphor-Brandbomben,
- 03 t pyrotechnische Signalraketen.

(Die angegebenen Gewichtsmengen sind die Sprengstoffmengen.)

## Wrack

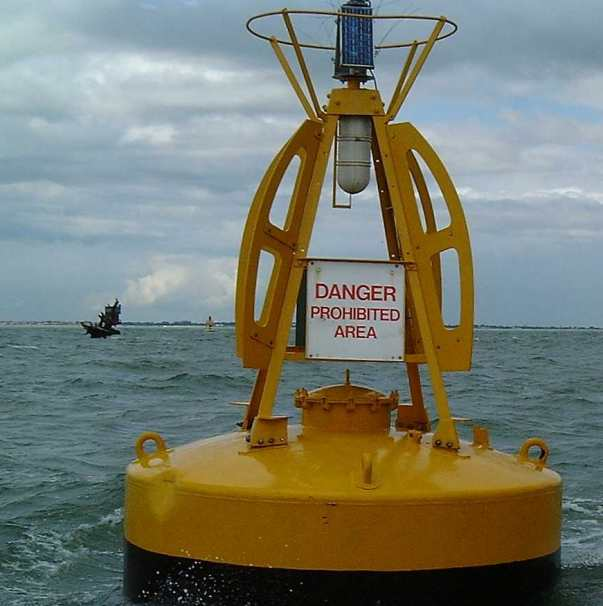
Sperrgebietsboje und Wrack (links)

Das Wrack liegt in zwei Teile zerbrochen nach wie vor drei Kilometer vor der Stadt Sheerness. Um das Schiff wurde ein überwachtes Sperrgebiet eingerichtet.
Da davon ausgegangen wird, dass das Risiko einer Explosion bei einem Bergungsversuch größer ist als das einer spontanen Explosion, wird von Bergungsversuchen abgesehen. (Bei der Bergung der ebenfalls mit Munition beladenen Kielce war es am 22. Juli 1967 bei Folkestone zur Explosion der Ladung gekommen.)
Das Wrack ist von einem Bojenkreis umgeben, der eine 500-Meter-Sperrzone markiert. Das Wrack wird auch von Medway Ports rund um die Uhr mit Radar überwacht. An jedem der drei Masten sind Warnschilder mit der Aufschrift „Gefahr nicht explodierte Munition. Nähern oder besteigen Sie dieses Wrack nicht.“  
Im Jahr 2021 wurde beschlossen, die Höhe der Masten zu reduzieren, um die Integrität des Rumpfes zu erhalten und die Wahrscheinlichkeit eines strukturellen Zusammenbruchs des Schiffes zu minimieren.
Es besteht die Gefahr, dass die jahrzehntealten Sprengstoffe auch ohne Fremdeinwirkung explodieren. Dabei könnten Trümmerteile bis zu drei Kilometer weit in die Luft geschleudert und ein Tsunami in der Themsemündung ausgelöst werden, der in London Überflutungen bis ins Stadtzentrum verursachen könnte.

## Zukunft
In der näheren Umgebung des Wracks gibt es mögliche Standorte für einen neuen Flugplatz bzw. für ein Flüssiggastanker-Terminal.